# 明日之丈
《小拳王》是由高森朝雄（梶原一騎）擔任原作、千葉徹彌負責作畫的日本漫畫作品。本作是在講談社的《週刊少年Magazine》上，自1968年1月1日號（發售日為1967年12月15日）到1973年5月13日號期間所連載的作品。動畫有兩部電視版與劇場版，並曾改編為真人電影與舞台劇。

## 概要
- 與《巨人之星》一起被評論為，梶原一騎的作品運動勵志劇畫中最為傑出的作品，是日本漫畫史上最具代表性的名作之一。在當時連載時的社會反應是如此的震撼，故事發展到小丈【ジョー】的敵手力石徹死時，還在寺山修司等藝文界名人的帶領下，實際舉辦了這位虛構人物的葬禮。後來於1970年發生赤軍派「淀號劫機事件」時，劫機犯所發表的一句聲明說「我們是明日之丈」（われわれは明日のジョーである）也突顯出其知名度，並而遠播。雖然單行本銷售量上或許無法與當今所謂的暢銷書相比，但本作引起的社會現象與迴響，堪稱是日本在「二次大戰以後成為最暢銷的漫畫作品」之一。

- 矢吹丈在最終集拼盡全力而癱坐在拳擊台的椅子，全身雪白的一幕，成為動漫畫界中最有名的名場面之一，同時也變成許多動漫畫拿來惡搞的素材，而通常適用時機都是角色盡許多努力做一件事，結果發現白費力氣後，於是場景跟著變白並且角色不自覺的癱坐著，而且還跟著出現數聲擂台鐘聲。

## 故事簡介
在東京山谷的宿民街。 中，突然出現了一位少年。他的名字叫「矢吹丈（丈）【ジョー】」。有一天丈遇到了，對他相當感興趣的而沉溺於酒精中毒的前拳擊手丹下段平，他們因此相遇。在他與丈打過一架後，他從他的動作中發現他具備有拳擊手的天生資質，他認為如果能將丈好好磨練，那丈一定可以成為一流的拳擊手。但是丈他卻帶領著居住在宿民街的孩子們，做出一些令人瞠目結舌的行動，並且還利用段平對他的熱情，竟然不惜利用犯罪來髒了自己的手，在他被警察逮捕之後，他被移送到鑑別所·此後還送到少年院這地方給予管教。
有一天，待在少年鑑別所的小丈他，收到一封段平給他的一封明信片，上面寫著「為了明日」。在這明信片中，為他講解了要如何使出左刺拳的拳擊的技術方面的事情。然而覺得時間和體力都很空閒的小丈，因此就對那個建議開始了拳擊的練習並給予吸收，在他自己吸收這拳不久後，他的體會力慢慢的提高，讓他想起以往他從來沒有對某件事情這麼認真。在野菊島的東光特等少年院裡，他遇到了終生宿敵「力石徹」，他與力石徹命運的相遇，讓小丈正式的踏進了拳擊的道路中。

## 登場人物

### 丹下拳擊館
矢吹丈（配音員：青井輝彥、（孩童時期）：牛崎敬子、馮錦堂（TVB）、1970年真人電影版：石橋正次、2011年真人電影版：山下智久）
本故事的主角。初次登場時是15歲，從小被託付在孤兒院不知道父母是誰。但是因為不喜歡孤兒院的生活而逃離，開始著流浪的旅程。接下來這故事就從他來到宿民街時展開。
對段平打了一拳強而有力的拳擊之力，而他有著對亮出刀刃的幾名黑道人物一點也不畏懼的個性，還有他非常狡猾的騙取葉子的錢財。他也有非常輕舉妄動的一面，他希望每件事情都快點以打架解決，不過對於歷經死鬥的對手卻是打從心裡的尊敬，開始逐漸有所成長。
對矢吹丈來說，拳擊最初只是打算殺時間罷了，但在後來被力石打倒感到不滿之後，使他最後自願往拳擊之路發展。他的階級是雛量級。故事當初本打算讓他使用一開始的體重，後來劇本變更，才到了雛量級。與力石的死鬥就是在這雛量級的階級裡，原本打算提升階級到羽量級的事情就此作罷。在後面由於成長的關係，使的他的體重變成接近羽量級，但是為了與雛量級的金龍飛比賽，他不惜減重，而減重讓他變的非常的辛苦。
在与拳王荷西的比赛前就已患上严重的晕拳症，尽管叶子多次劝他退赛，但丈还是决定迎战荷西，并在同拳王荷西的比賽中于最后一回合将荷西击倒。虽然最终因積分判定落敗，但是燃燒生命拼盡全力的鬥志令全場動容，也將荷西逼到變得衰老頹廢。賽後矢吹丈因氣力用盡且傷勢過重，在将用过的拳击手套交给叶子后，心滿意足的閉眼含笑坐在擂台角落上死去，死前留下名台词“燃え尽きたぜ…真っ白にな…”（燃烧殆尽，只剩余灰）
他的代表性的技能有：交叉拳擊倒、雙重交叉拳、三重交叉拳、沒有防護的（雙手垂下）戰法。
丹下段平（配音員：藤岡重慶、大型電玩版：青野武、源家祥（TVB）、1970年真人電影版：辰巳柳太郎、2011年真人電影版：香川照之）
原本是向日本錦標賽挑戰的拳擊手，但是在挑戰錦標賽的比賽時左眼受傷，因此無奈的只好引退。他曾經創辦「極西拳擊館」，與選手起了衝突加上經營不善債台高築而解散，後來因為在拳擊協會裡胡亂喧鬧，因此拳擊會館的會長證照被吊銷了。於是開始變得自暴自棄，落魄到在宿民街酗酒度日。住在淚橋（荒川區）。
直到遇到小丈後，他對小丈的拳所著迷，決心將他培育為一流拳擊手，從此洗心革面日夜努力工作並戒酒。在夜裡努力工作打算，想辦法再次新建拳擊館，並且養育著小丈。但是小丈卻做了騙取葉子的錢的事情和毆打警察局裡的警察逃走，還有小丈堅守在廢棄大樓等等的事情，為了讓小丈清醒，他只好打昏小丈把他交給了警察，讓小丈送進少年院管教。
他為了不放棄讓小丈成為拳擊手所以就以信函的方式教導他，在少年院時他做實習指導員教導著小丈如何打拳擊並訓練他。
之後，用在道路工程工作時所存的錢再次建造了拳擊館，由他負責來指導弟子小丈和西。並且小丈成為了很受歡迎的拳擊手後，在新的弟子加入後就在橋下拳擊館對面興建了新大樓。
長毛象西（配音員：1.西尾德、2.達摩二郎、劇場版：岸部四郎、大型電玩版：郷里大輔、黎偉明（TVB）、真人電影版：山本正明）　別稱：【Mammoth西】
本名西 寛一（にし かんいち）。在少年鑑別所時是房間裡的老大，在小丈成了所裡的新人時，他就請手下在君臨新人去虐待小丈，但是之後手下一個個被小丈解決，最後與小丈拼的時卻輸了。
到了特等少年院時，他卻顯現出與在鑑別所時截然不同的軟弱一面。在那之後他和小丈成了親密的朋友。 出院後在丹下拳擊拳擊館練拳外，一邊到林食品雜貨店（通稱：林屋）工作，薪水幾乎都花在拳擊館的設備上，他也變成了認真進取的好青年。
曾經因為受不了減重的痛苦，在偷吃烏龍麵的時候被小丈發現，因此被小丈挨了一頓揍，讓烏龍麵掛在他的鼻子上了，在那之後他就有了堅強的決心與意志力在減重上，後來因為拳頭疼痛而引退。在林屋認真工作獲得了正面的評價，最後他和老闆的獨生女紀子結婚了。
原作中在和紀子結婚後，因為林屋的工作太忙了，後來就沒有再去關心小丈的事了，而動畫版則是，繼續擔任小丈的輔導員，和段平一起幫助著小丈。

### 白木拳擊館
白木葉子（配音員：1.西澤和子（34話~44話惠比壽真沙子）、2.田中惠美、劇場版。檀二三、黃麗芳（TVB）、1970年真人電影版：高樹蓉子、2011年真人電影版：香里奈）
故事中的女主角。白木財團的千金。從事慈善活動時被當成小丈的詐騙對象而被騙走了錢。在發現真相後和小丈見面，她表示如果小丈誠心道歉的話她會原諒他，可是小丈不服，她只好向警方舉發。在那之後因為一件事情的關係，她又再次出現在小丈的面前。
故事中她來的特等少年院時，曾有人對小丈說她是個16歲左右的少女，但是在力石出少年院時卻可發現，她不可能只有16歲。 故事中在力石出少年院那天，她開著跑車來迎接力石，如果她真的只有16歲，那她就未成年是不可能開車（日本要能開車至少要年滿18歲），由此可知她的年紀可能比小丈大了3歲左右。
她與力石有著情侶般的關係，但是在力石死後，她對於小丈抱持著愛恨交織的特別感情，最後她向小丈告白，可是卻被矢吹丈因為世界上還有許多好對手而拒絕。
力石徹（配音員：仲村秀生、劇場版：細川俊之、大型電玩版：堀秀行、李錦綸（TVB）、1970年真人電影版：龜石征一郎、2011年真人電影版：伊勢谷友介）
次中量級6回合戰亮相後連續13回合KO的天才拳擊手。有一次對觀眾丟東西非常不滿，而引起了暴力事件，結果得到無限期禁賽的處分。因為不服被禁賽的懲罰，結果被送進少年院去管教。他的年紀可能和葉子同年紀，也就是比小丈大3歲左右。
在比賽時與小丈的交叉拳打成平手，從此他認定小丈是自己的對手。由於他阻止小丈的逃離以及他在院內有著模範生的好表現，結果得以提前出院。出院後，在白木幹之介的支援他以羽量級的身分返回拳擊界。
小丈最初的職業考試失敗的時候，他評論小丈是最有炒作新聞價值的男人。
依照原本的主線是，安排力石與小丈在拳擊場上對戰，那麼相同階級當然是必要的。但是因為千葉對於拳擊知識並不了解，他以自己畫漫畫的風格創造出來力石的造型，被描繪成他是比小丈體格高大而且又高他約一個頭，因此原作的梶原只好逆向操作，加入了讓力石為了與小丈比賽而殘酷減重的故事，結果產生了他在比贏小丈後，就死在場上的戲劇方面發展。而小丈在他死後，也消沉了好一段時日才終於拋開心結重回拳擊場上。
白木幹之介（配音員：1.和田啟、2.大木民夫、陳曙光（TVB）、真人電影版：見明凡太朗）
葉子的爺爺，原是白木企業的社長，在力石出少年院時，為了他成立的白木拳擊館。但是在力石死後，他原本打算結束拳擊館的，後來在葉子建議要下，把它讓給了她，他不久也退下社長的職務，一並交給了自己的孫女。對於矢吹丈的事情，他並沒有太多的評論。

### 拳壇對手
野狼金串（配音員：1.加藤修（部分話數今西正男）、2.納谷六朗、蘇強文→鄺樹培→張炳強（TVB））　別稱：【Wolf金串】
被看好與力石比賽的雛量級的天才年輕拳擊手。是個所屬亞洲拳擊館的選手。因為矢吹丈到他的休息室向他挑釁，又然而在記者面前被小丈以交叉拳卻不分勝負的清況下一起擊倒，其後為了洗刷污名而接受了小丈的挑戰。
他預告會研發出閃躲小丈的交叉拳攻擊之對策，想到使用雙重交叉拳以之對抗，在KO之前將他擊倒，沒想到卻讓小丈使出「三重交叉拳」，然而他又被被擊倒。 對於偷偷跑到對方陣營看偷看他秘密練習的太郎一行人，讓他使出非常冷酷的一面。
在與小丈的一戰後因為下顎被打碎而被宣告引退的拳擊手，之後開始做起了黑道事業般的保鏢生活，但因為沉淪後手腕的力量變遲鈍了，被對方幫派組織的保鏢殺手權藤給打倒。最後有去他有去小丈與荷西比賽的比賽地點觀看他們兩人的比賽。
原作裡引退之後的野狼，與權藤打架結果輸了後，小丈雖然在後面幫助了野狼一把，但是並沒有機會好好說上幾句，動畫裡有卻有很高興與小丈再次相見的場面。
卡洛斯·李維拉（配音員：1.廣川太一郎、2.中尾隆聖、劇場版：喬山中、蘇強文（TVB），別稱：【Carlos Rivera】）
委內瑞拉的天才拳擊手。他的世界排名是第6位，而他的的實力可怕到他上面的有實力者要跟他比賽的話都會逃避掉。他有著「無冕帝王」、「委內瑞拉的戰慄」、「飢餓的黑豹」等等有著許多稱呼。
小丈他雖然回來了，但是他還沒擺脫力石的死的打擊，而在於睡與醒之間的小丈，接收了被葉子叫來了卡洛斯。與小丈的比賽時，無視規則的存在就和他大打一架，為了這種突然演變成的狂野比賽，最後對方互相承認了這是沒有輸贏的結果比賽。
但是，因為這一戰卻讓卡洛斯出現了拳擊幻想症（事實上是被荷西·孟德薩一拳擊倒後造成的），在之後和希望比賽的荷西·孟德薩爭奪世界戰的時候卻打輸了，不久就被迫引退。引退後拳擊幻想症的情況卻越來越惡化，結果變成一個廢人，因此再也無法好好的和人說話了，只是不知為什麼會住在日本，而且變成落魄的流浪漢。
突然出現在曾是他的對手面前，他已今非昔比的身影出現在小丈面前，讓小丈非常苦惱。小丈他，打算用自己的方法照顧卡洛斯，但是因為醫療環境，所以讓給了白木拳擊館負責。與荷西對戰時在拳擊場的排名上出現，讓荷西的心有所動搖。
金龍飛（配音員：2.若本規夫、孩童時期：小宮和枝、郭志權（TVB））　別稱：【金竜飛】
韓國的東洋雛量級冠軍。在比賽前都順從自己教練的安排，直到達成最佳狀態，在小丈為了與他比賽而辛苦的減重後，在賽前與小丈交談了一段時間，並道出了自己因在韓戰時誤殺父親而有血液恐懼症的身世。後在12回合戰的第6回合結束時因為小丈臉上的血而陷入恐慌狀態，而使自己的冠軍寶座拱手讓人。
哈利馬歐（配音員：2.田口昂）　別稱：【Harimao】
馬來西亞的野生拳擊手。真名不祥，『哈利馬歐』是【馬來之虎】的意思。喜歡巧克力，看見興奮的東西就會高興的跳動。
他是某個英國探險家在部落裡發現他具有拳擊手的特質，其後葉子安排他與小丈比賽，在場上的競爭之下，小丈險勝，卻讓他很不高興的胡亂的想攻擊小丈，其後他就被制止。
荷西·孟德薩（配音員：2.宮村義人、劇場版：岡田真澄、林保全（TVB））　別稱：【Jose Mendoza】
一個墨西哥的拳擊手，是WBC雛量級世界冠軍。他是個能像電腦那樣冷靜般的完美拳擊手。故事中小丈的最後對手。是個用漩渦攻擊的專家，卡洛斯的拳擊幻想症就是被這樣凌虐所造成的。
所然他被稱為完美拳擊手，可是遇到倒下後的小丈像幽靈那樣還能再站起來，讓原本冷靜如電腦的他卻開始抓狂了，比賽結果以積分的結果來判定他獲勝。但是比賽過後的他卻像個老人似的疲憊又衰弱。 。

### 宿民街的人們
小幸
愛慕丈哥的宿民街孩子（通稱小孩聯盟）中唯一的女孩子。常穿紅色裙子和木屐。
小茸
愛慕丈哥的宿民街孩子（通稱小孩聯盟）中的其一。帶著大號的蓓蕾帽，個子較矮的男孩子。
太郎
在小丈來之前，他是宿民街的孩子們（通稱小孩聯盟）中最年長有領導地位的人。
表朗松「中吉」（配音員：1.肝付兼太（部分話數嶋俊介）、2.塚瀨律子）　別稱：【ヒョロまつ「チューきち」】
愛慕丈哥的宿民街孩子（通稱小孩聯盟）中的其一。瘦弱露兔牙的少年。
團吉（配音員：1.八奈見乘兒、2.丸山裕子）　別稱：【トンきち】
愛慕丈哥的宿民街孩子（通稱小孩聯盟）中的其一。有著歪塌塌的豬鼻的光頭男孩子。
林紀子（配音員：1.小澤薰、2.森脇惠、陸惠玲（TVB））
林屋老闆的女兒，通常稱呼為小紀。
年紀與小丈差不多，初次登場時她是高中生。原本林屋老闆想撮合她與小丈的，可是小丈無動於衷，最後她只好對小丈死心。
他親手做的番茄三明治，是小丈喜歡的。在小丈挑戰事件冠軍賽之前，與西結婚了。
林敬七（配音員：1.和久井節緒、2.矢田稔）
林屋食品雜貨店的老闆，紀子的父親。個子小小的外表，雇用了從少年院回來的西與小丈，是個溫柔又有肚量的人。
林玉子（配音員：1.阿部光子、2.齊藤昌）
敬七的妻子，紀子的母親。身高、體重都遙遙領先自己的丈夫，是個豪爽「膽量很大的媽媽」典型的女性。平常都對小丈非常嚴格，不過她的本性是很溫柔的。

### 其他人物
青山守（配音員：1.小宮山清、2.千葉繁、鄺樹培（TVB））　別稱：【青山 まもる】
在東光特等少年院的時代，他是第七宿舍的人。其特徵短小精明，看起來比小丈還要瘦小。
曾經受過來到少年院的段平指導拳擊方面的知識，使他對於拳擊有了興趣。
他和小丈比劃過後，因為被小丈的氣勢壓迫而打不下去，使擔任裁判的段平最後判定小丈獲勝。
哈利·羅伯特（配音員：1.桑原毅、2.池水通洋）　別稱：【Harry Robert】
卡洛斯的經紀人。幫卡洛斯安排身邊的大小事物，做事情非常能幹。在與小丈對戰完之後，幫卡洛斯安排與荷西·孟德薩比賽。
卡洛斯·瑞維拉與荷西·孟德薩的比賽結果傳到了日本，在告知卡洛斯被荷西打成了廢人，他就沒再出場了。
頃卷權藤（配音員：1.大塚周夫、2.渡部猛、盧國權（TVB））　別稱：【ゴロマキ権藤】
野狼在引退之後，淪落做為黑道事業的保鑣生活，結果因為被打的人不服氣，找了他來解決事情，然而他只一個下子就把野狼給打得不醒人事。當時在附近的小丈看到這種事，就趕快跳出來幫助野狼，要野狼的部下趕快把野郎送醫。在看到小丈的他，叫正要進攻小丈的他的部下喊停。並且打算好好的和小丈說話，但是因為打野狼的事情讓小丈老大的不高興，給了他一左刺拳，讓他受不了。
不過他並沒有這樣和小丈成為敵人，他因為工作的關係，也有時間看看拳擊比賽，在小丈復出的時候，他一有時間就會去看小丈的比賽，有時候還會幫助小丈。
頃卷在黑道的世界裡是「打架」的意思。

## 出版書籍
| 卷數 | 講談社        | 講談社                 |
| 卷數 | 發售日期      | ISBN                   |
| ---- | ------------- | ---------------------- |
| 1    | 1970年3月7日  | ISBN 978-4-06-109080-4 |
| 2    | 1970年3月7日  | ISBN 978-4-06-109081-1 |
| 3    | 1970年5月4日  | ISBN 978-4-06-109086-6 |
| 4    | 1970年5月6日  | ISBN 978-4-06-109087-3 |
| 5    | 1970年7月6日  | ISBN 978-4-06-109091-0 |
| 6    | 1970年10月7日 | ISBN 978-4-06-109099-6 |
| 7    | 1971年1月18日 | ISBN 978-4-06-109110-8 |
| 8    | 1971年3月8日  | ISBN 978-4-06-109116-0 |
| 9    | 1971年5月6日  | ISBN 978-4-06-109122-1 |
| 10   | 1971年7月6日  | ISBN 978-4-06-109125-2 |
| 11   | 1971年10月7日 | ISBN 978-4-06-109130-6 |
| 12   | 1971年12月8日 | ISBN 978-4-06-109135-1 |
| 13   | 1972年2月4日  | ISBN 978-4-06-109142-9 |
| 14   | 1972年6月6日  | ISBN 978-4-06-109150-4 |
| 15   | 1972年8月8日  | ISBN 978-4-06-109154-2 |
| 16   | 1972年10月9日 | ISBN 978-4-06-109164-1 |
| 17   | 1972年12月8日 | ISBN 978-4-06-109172-6 |
| 18   | 1973年2月8日  | ISBN 978-4-06-109184-9 |
| 19   | 1973年5月7日  | ISBN 978-4-06-109191-7 |
| 20   | 1973年6月15日 | ISBN 978-4-06-109196-2 |

新裝版
| 卷數 | 講談社        | 講談社                 |
| 卷數 | 發售日期      | ISBN                   |
| ---- | ------------- | ---------------------- |
| 1    | 1989年2月13日 | ISBN 978-4-06-176923-6 |
| 2    | 1989年2月13日 | ISBN 978-4-06-176924-3 |
| 3    | 1989年3月13日 | ISBN 978-4-06-176925-0 |
| 4    | 1989年3月13日 | ISBN 978-4-06-176926-7 |
| 5    | 1989年4月12日 | ISBN 978-4-06-176927-4 |
| 6    | 1989年4月12日 | ISBN 978-4-06-176928-1 |
| 7    | 1989年5月12日 | ISBN 978-4-06-176929-8 |
| 8    | 1989年5月12日 | ISBN 978-4-06-176930-4 |
| 9    | 1989年6月12日 | ISBN 978-4-06-176931-1 |
| 10   | 1989年6月12日 | ISBN 978-4-06-176932-8 |
| 11   | 1989年7月12日 | ISBN 978-4-06-176933-5 |
| 12   | 1989年7月12日 | ISBN 978-4-06-176934-2 |
| 13   | 1989年8月10日 | ISBN 978-4-06-176935-9 |
| 14   | 1989年8月10日 | ISBN 978-4-06-176936-6 |
| 15   | 1989年9月11日 | ISBN 978-4-06-176937-3 |
| 16   | 1989年9月11日 | ISBN 978-4-06-176938-0 |

文庫版
| 卷數 | 講談社        | 講談社                 |
| 卷數 | 發售日期      | ISBN                   |
| ---- | ------------- | ---------------------- |
| 1    | 2000年6月1日  | ISBN 978-4-06-260764-3 |
| 2    | 2000年6月1日  | ISBN 978-4-06-260765-0 |
| 3    | 2000年7月4日  | ISBN 978-4-06-260766-7 |
| 4    | 2000年7月4日  | ISBN 978-4-06-260767-4 |
| 5    | 2000年7月31日 | ISBN 978-4-06-260768-1 |
| 6    | 2000年7月31日 | ISBN 978-4-06-260769-8 |
| 7    | 2000年9月4日  | ISBN 978-4-06-260770-4 |
| 8    | 2000年9月4日  | ISBN 978-4-06-260771-1 |
| 9    | 2000年10月3日 | ISBN 978-4-06-260772-8 |
| 10   | 2000年10月3日 | ISBN 978-4-06-260773-5 |
| 11   | 2000年11月1日 | ISBN 978-4-06-260774-2 |
| 12   | 2000年11月1日 | ISBN 978-4-06-260775-9 |

大型版
| 卷數 | 講談社         | 講談社                 |
| 卷數 | 發售日期       | ISBN                   |
| ---- | -------------- | ---------------------- |
| 1    | 2003年5月22日  | ISBN 978-4-06-334701-2 |
| 2    | 2003年6月21日  | ISBN 978-4-06-334702-9 |
| 3    | 2003年7月18日  | ISBN 978-4-06-334703-6 |
| 4    | 2003年8月21日  | ISBN 978-4-06-334704-3 |
| 5    | 2003年9月19日  | ISBN 978-4-06-334705-0 |
| 6    | 2003年10月22日 | ISBN 978-4-06-334706-7 |
| 7    | 2003年11月20日 | ISBN 978-4-06-334707-4 |
| 8    | 2003年12月20日 | ISBN 978-4-06-334708-1 |

## 電視動畫

### 主題曲
第一部
- OP：「明日之丈」（あしたのジョー）

作詞：寺山修司　作曲：八木正生　演唱：尾藤功男
- 前期ED（＃1～40）：「小丈的搖籃曲」（ジョーの子守唄）

作詞：梶原一騎　作曲：八木正生　演唱：小池朝雄
- 後期ED（＃41～79）：「力石徹的主題曲」（力石徹のテーマ）

作詞：寺山修司　作曲：八木正生　演唱：秀夕木
第二部
- OP1（＃1～25）：「傷痕累累的榮耀」（傷だらけの栄光）

作詞、作曲：荒木一郎　編曲：後藤次利　演唱：於保武
- OP2（＃26～47）：「MIDNIGHT BLUES」

作詞、作曲：荒木一郎　編曲：　演唱：荒木一郎
- ED1（＃1～25）：「無盡黑暗的彼方」（果てしなき闇の彼方に）

作詞、作曲：荒木一郎　編曲：後藤次利　演唱：於保武
- ED2（＃26～47）：「無盡黑暗的彼方」（果てしなき闇の彼方に）

作詞、作曲、演唱：荒木一郎　編曲：

### 第一部 播映列表
香港亞洲電視曾於1983年播出第一部，無綫電視亦曾於1996年深夜播放本作的動畫版第二部，並取名為《疾風鐵拳霸》。
| 話數 | 副標題                       | 播映日         | 腳本       | 演出     |
| ---- | ---------------------------- | -------------- | ---------- | -------- |
| 1    | 那是野獸的眼神！             | 1970年4月1日   | 雪室俊一   | 岀崎統   |
| 2    | 在四角叢林中生存著           | 1970年4月8日   | 山崎忠昭   | 西牧秀雄 |
| 3    | 露出野獸的牙齒！             | 1970年4月15日  | 山崎忠昭   | 奧田誠治 |
| 4    | 熱血武士留下的眼淚           | 1970年4月22日  | 雪室俊一   | 齊藤博   |
| 5    | 為了明日－其1－              | 1970年4月29日  | 雪室俊一   | 波多正美 |
| 6    | 燃燒吧！左刺拳！             | 1970年5月6日   | 山崎忠昭   | 齊藤博   |
| 7    | 不要裁決野狼！               | 1970年5月13日  | 雪室俊一   | 西牧秀雄 |
| 8    | 東光特等少年院               | 1970年5月20日  | 山崎忠昭   | 石黑昇   |
| 9    | 他的名字是力石徹！           | 1970年5月27日  | 雪室俊一   | 瀨山義文 |
| 10   | 紅色夕陽下的吼叫！           | 1970年6月3日   | 山崎忠昭   | 吉川惣司 |
| 11   | 在地獄深淵燃燒著！           | 1970年6月10日  | 雪室俊一   | 西牧秀雄 |
| 12   | 在燃燒的太陽下呼喊           | 1970年6月17日  | 雪室俊一   | 出崎哲   |
| 13   | 站在宿命的拳擊場             | 1970年6月24日  | 雪室俊一   | 齊藤博   |
| 14   | KO鐘聲還沒有敲嗎！           | 1970年7月1日   | 山崎忠昭   | 波多正美 |
| 15   | 白色拳擊場的搖籃曲           | 1970年7月8日   | 雪室俊一   | 吉川惣司 |
| 16   | 背叛的夕陽                   | 1970年7月15日  | 雪室俊一   | 齊藤博   |
| 17   | 暴風中的1個人                | 1970年7月22日  | 山崎忠昭   | 西牧秀雄 |
| 18   | 悲傷的拳擊手套               | 1970年7月29日  | 山崎忠昭   | 平田敏夫 |
| 19   | 恐怖的欄杆攻擊               | 1970年8月5日   | 雪室俊一   | 石黑昇   |
| 20   | 傷痕累累的勝利               | 1970年8月12日  | 雪室俊一   | 西牧秀雄 |
| 21   | 光榮的小小勝負               | 1970年8月19日  | 雪室俊一   | 平田敏夫 |
| 22   | 夢幻般的力石徹               | 1970年8月26日  | 雪室俊一   | 崎枕     |
| 23   | 再見了少年院                 | 1970年9月2日   | 山崎忠昭   | 富野喜幸 |
| 24   | 返回宿民街                   | 1970年9月9日   | 雪室俊一   | 石黑昇   |
| 25   | 野狗的規則                   | 1970年9月16日  | 雪室俊一   | 富野喜幸 |
| 26   | 絕望的證照                   | 1970年9月23日  | 雪室俊一   | 平田敏夫 |
| 27   | 架起明日的橋樑               | 1970年9月30日  | 山崎忠昭   | 吉川惣司 |
| 28   | 光榮的賭注                   | 1970年10月7日  | 雪室俊一   | 石山英兒 |
| 29   | 邁向明日的挑戰               | 1970年10月14日 | 山崎忠昭   | 富野喜幸 |
| 30   | 職業考試的試煉               | 1970年10月21日 | 雪室俊一   | 齊藤博   |
| 31   | 飛翔的職業拳擊手             | 1970年10月28日 | 雪室俊一   | 波多正美 |
| 32   | 前往首次拳擊場的道路         | 1970年11月4日  | 山崎忠昭   | 西牧秀雄 |
| 33   | 首次勝利的萬歲               | 1970年11月11日 | 山崎忠昭   | 富野喜幸 |
| 34   | 當拳擊手的志願               | 1970年11月18日 | 雪室俊一   | 石黑昇   |
| 35   | 加油啊！西                   | 1970年11月25日 | 山崎忠昭   | 富野喜幸 |
| 36   | 露出獠牙的野郎金串           | 1970年12月2日  | 齊藤博     | 崎枕     |
| 37   | 憤怒的大特訓                 | 1970年12月9日  | 齊藤博     | 崎枕     |
| 38   | 史上最大的6回合戰            | 1970年12月16日 | 齊藤博     | 崎枕     |
| 39   | 勝利的三重交叉拳             | 1970年12月23日 | 齊藤博     | 吉川惣司 |
| 40   | 白銀的誓言                   | 1970年12月30日 | 齊藤博     | 平田敏夫 |
| 41   | 力石徹的挑戰                 | 1971年1月6日   | 伊東恆久   | 富野喜幸 |
| 42   | 男人的世界                   | 1971年1月13日  | 宮田雪     | 崎枕     |
| 43   | 殘酷的減重                   | 1971年1月20日  | 伊東恆久   | 崎枕     |
| 44   | 苦鬥！力石徹                 | 1971年1月27日  | 小林幸     | 吉川惣司 |
| 45   | 打倒！力石所帶來的壓迫感     | 1971年2月3日   | 松岡清治   | 北島教夫 |
| 46   | 赴死賭注的男人               | 1971年2月10日  | 宮田雪     | 崎枕     |
| 47   | 暴風雨前的兩人               | 1971年2月17日  | 田村多津夫 | 富野喜幸 |
| 48   | 宿命的對決                   | 1971年2月24日  | 伊東恆久   | 富野喜幸 |
| 49   | 完成使命的戰鬥               | 1971年3月3日   | 小林幸     | 棚橋一德 |
| 50   | 戰鬥結束了                   | 1971年3月10日  | 小林幸     | 吉川惣司 |
| 51   | 燃燒的生命                   | 1971年3月17日  | 宮田雪     | 崎枕     |
| 52   | 再見了力石徹                 | 1971年3月24日  | 田村多津夫 | 石黑昇   |
| 53   | 憎恨的那個畜生               | 1971年3月31日  | 小林幸     | 崎枕     |
| 54   | 悲傷的10點鐘                 | 1971年4月7日   | 伊東恆久   | 富野喜幸 |
| 55   | 流浪的詩歌                   | 1971年4月14日  | 宮田雪     | 棚橋一德 |
| 56   | 復活的野狼                   | 1971年4月21日  | 松岡清治   | 富野喜幸 |
| 57   | 受傷的野獸                   | 1971年4月28日  | 山崎晴哉   | 吉川惣司 |
| 58   | 勝利的身體攻擊               | 1971年5月5日   | 山崎晴哉   | 崎枕     |
| 59   | 悄悄接近的黑色影子           | 1971年5月12日  | 田村多津夫 | 本田元男 |
| 60   | 激烈的超級拳擊場             | 1971年5月19日  | 小林幸     | 石黑昇   |
| 61   | 拋出長毛巾                   | 1971年5月26日  | 伊東恆久   | 北野英明 |
| 62   | 力石徹還活著                 | 1971年6月2日   | 宮田雪     | 瀨山義文 |
| 63   | 最後的挑戰                   | 1971年6月9日   | 田村多津夫 | 富野喜幸 |
| 64   | 卡洛斯登場                   | 1971年6月16日  | 松岡清治   | 本田元男 |
| 65   | 只要還有拳擊場               | 1971年6月23日  | 宮田雪     | 崎枕     |
| 66   | 踏上前往明日的旅程           | 1971年6月30日  | 田村多津夫 | 吉川惣司 |
| 67   | 小小的冒險旅程               | 1971年7月7日   | 松岡清治   | 齊藤博   |
| 68   | 被設計的比賽                 | 1971年7月14日  | 山崎晴哉   | 富野喜幸 |
| 69   | 牧場上的搖籃曲               | 1971年7月21日  | 山崎晴哉   | 崎枕     |
| 70   | 非常在乎的那傢伙             | 1971年7月28日  | 小林幸     | 崎枕     |
| 71   | 無冕帝王卡洛斯               | 1971年8月4日   | 小林幸     | 富野喜幸 |
| 72   | 回去充滿光輝的拳擊場         | 1971年8月11日  | 小林幸     | 富野喜幸 |
| 73   | 復活的交叉拳                 | 1971年8月18日  | 山崎晴哉   | 本田元男 |
| 74   | 從今日出發                   | 1971年8月25日  | 松岡清治   | 波多正美 |
| 75   | 拳擊場上的魔術師卡洛斯       | 1971年9月1日   | 伊東恆久   | 林政行   |
| 76   | 燃燒的挑戰                   | 1971年9月8日   | 山崎晴哉   | 崎枕     |
| 77   | 男人的戰鬥                   | 1971年9月15日  | 松岡清治   | 本田元男 |
| 78   | 死鬥卡洛斯VS矢吹丈           | 1971年9月22日  | 小林幸     | 崎枕     |
| 79   | 燃燒吧！為光芒耀眼的明日！！ | 1971年9月29日  | 小林幸     | 崎枕     |

### 第二部 播映列表
第二部劇情自力石死後矢吹丈終於東山再起開始，到原作的最後與孟德薩拉之戰中，矢吹丈「化為白色的灰燼」結束，由於原本製作第一部的製作蟲已倒閉，動畫製作改由東京ムービー接手。
| 話數 | 副標題                          | 播映日         | 腳本       | 分鏡     | 作畫監督 |
| ---- | ------------------------------- | -------------- | ---------- | -------- | -------- |
| 1    | 接下來，他回來了…               | 1980年10月13日 | 篠崎好     | 崎枕     | 杉野昭夫 |
| 2    | 男子漢的魄力…拳擊場上的賭注     | 1980年10月20日 | 篠崎好     | 崎枕     | 杉野昭夫 |
| 3    | 來自地獄的使者…矢吹丈           | 1980年10月27日 | 山崎晴哉   | 崎枕     | 杉野昭夫 |
| 4    | 那個時候，10點鐘的鐘響了        | 1980年11月3日  | 山崎晴哉   | 崎枕     | 杉野昭夫 |
| 5    | 夢幻的…那個太陽穴攻擊！         | 1980年11月10日 | 篠崎好     | 崎枕     | 杉野昭夫 |
| 6    | 狂叫的…喪家犬                   | 1980年11月17日 | 篠崎好     | 崎枕     | 杉野昭夫 |
| 7    | 像徬徨的…野獸一樣               | 1980年11月24日 | 山崎晴哉   | 崎枕     | 杉野昭夫 |
| 8    | 那傢伙是…在燃燒的男人卡洛斯     | 1980年12月1日  | 山崎晴哉   | 崎枕     | 杉野昭夫 |
| 9    | 接下來…野獸復活了               | 1980年12月8日  | 篠崎好     | 崎枕     | 杉野昭夫 |
| 10   | 聖誕節前夕的…那個禮物           | 1980年12月15日 | 篠崎好     | 崎枕     | 杉野昭夫 |
| 11   | 死鬥的開始…卡洛斯VS小丈         | 1980年12月22日 | 山崎晴哉   | 崎枕     | 杉野昭夫 |
| 12   | 暴風雪的夜晚…那個沒有盡頭的戰鬥 | 1980年12月29日 | 山崎晴哉   | 崎枕     | 杉野昭夫 |
| 13   | 丹下拳擊館…永遠不滅             | 1981年1月5日   | 篠崎好     | 崎枕     | 杉野昭夫 |
| 14   | 小丈的青春…在哪裡               | 1981年1月12日  | 篠崎好     | 崎枕     | 杉野昭夫 |
| 15   | 這是為了誰…必殺衝擊             | 1981年1月19日  | 高屋敷英夫 | 崎枕     | 杉野昭夫 |
| 16   | 遠遠比照著…通往世界的道路       | 1981年1月26日  | 篠崎好     | 崎枕     | 杉野昭夫 |
| 17   | 顯現的身影…最大的目標           | 1981年2月2日   | 篠崎好     | 崎枕     | 杉野昭夫 |
| 18   | 那個記號是…烙印的訊息           | 1981年2月9日   | 大和屋竺   | 崎枕     | 杉野昭夫 |
| 19   | 作戰的電腦…金龍飛               | 1981年2月16日  | 大和屋竺   | 崎枕     | 杉野昭夫 |
| 20   | 我的雛量級…對減重的挑戰         | 1981年2月23日  | 高屋敷英夫 | 崎枕     | 杉野昭夫 |
| 21   | 聽見…力石的歌                   | 1981年3月2日   | 高屋敷英夫 | 崎枕     | 杉野昭夫 |
| 22   | 接下來…秤重的早晨               | 1981年3月9日   | 篠崎好     | 崎枕     | 杉野昭夫 |
| 23   | 燃燒的野獸與…冰                 | 1981年3月16日  | 篠崎好     | 崎枕     | 杉野昭夫 |
| 24   | 鐘聲響了…惡魔般的拳擊場         | 1981年3月23日  | 大和屋竺   | 崎枕     | 杉野昭夫 |
| 25   | 第6回合…發生奇蹟                | 1981年3月30日  | 大和屋竺   | 崎枕     | 杉野昭夫 |
| 26   | 冠軍…接下來，敗者的光榮         | 1981年4月6日   | 善福次郎   | 崎枕     | 杉野昭夫 |
| 27   | 拳擊的…那個鎮魂歌               | 1981年4月13日  | 善福次郎   | 崎枕     | 杉野昭夫 |
| 28   | 前往荷西所在的…夏威夷           | 1981年4月20日  | 篠崎好     | 崎枕     | 杉野昭夫 |
| 29   | 首次防衛戰的…矢吹丈             | 1981年4月27日  | 篠崎好     | 崎枕     | 杉野昭夫 |
| 30   | 偉大的冠軍…荷西                 | 1981年5月4日   | 高屋敷英夫 | 崎枕     | 杉野昭夫 |
| 31   | 勝利姿勢…那個意味者             | 1981年5月11日  | 高屋敷英夫 | 崎枕     | 杉野昭夫 |
| 32   | 再見了…我所愛的舊東西           | 1981年5月18日  | 篠崎好     | 崎枕     | 杉野昭夫 |
| 33   | 從美國來的第13個王！？          | 1981年5月25日  | 篠崎好     | 崎枕     | 杉野昭夫 |
| 34   | 與卡片一起散落的…那傢伙         | 1981年6月1日   | 篠崎好     | 崎枕     | 杉野昭夫 |
| 35   | 冠軍只有…一個人                 | 1981年6月8日   | 高屋敷英夫 | 崎枕     | 杉野昭夫 |
| 36   | 葉子…新的企劃                   | 1981年6月15日  | 高屋敷英夫 | 竹内啓雄 | 杉野昭夫 |
| 37   | 野生兒的名字是…哈利馬歐         | 1981年6月22日  | 篠崎好     | 崎枕     | 杉野昭夫 |
| 38   | 意外的訪客…頃卷權藤             | 1981年6月29日  | 篠崎好     | 崎枕     | 杉野昭夫 |
| 39   | 叢林裡的…兩隻野獸               | 1981年7月6日   | 篠崎好     | 崎枕     | 杉野昭夫 |
| 40   | 燃燒的小丈…接近的目標           | 1981年7月13日  | 高屋敷英夫 | 崎枕     | 杉野昭夫 |
| 41   | 荷西來日本…戰鬥日子接進當中！   | 1981年7月20日  | 高屋敷英夫 | 竹内啓雄 | 杉野昭夫 |
| 42   | 衝擊…葉子的預感                 | 1981年7月27日  | 高屋敷英夫 | 崎枕     | 杉野昭夫 |
| 43   | 小丈、段平…兩人的日子           | 1981年8月3日   | 篠崎好     | 崎枕     | 杉野昭夫 |
| 44   | 葉子的…那個愛                   | 1981年8月10日  | 篠崎好     | 崎枕     | 杉野昭夫 |
| 45   | 荷西對抗小丈…戰鬥的鐘聲響了     | 1981年8月17日  | 高屋敷英夫 | 崎枕     | 杉野昭夫 |
| 46   | 激烈…沒有盡頭的死鬥             | 1981年8月24日  | 高屋敷英夫 | 崎枕     | 杉野昭夫 |
| 47   | 青春是現在…儘可能燃燒           | 1981年8月31日  | 高屋敷英夫 | 崎枕     | 杉野昭夫 |

## 動畫電影

### 1980年版
1980年3月8日首映，將1970年的電視版動畫重新剪輯（至對力石戰部份為止）的電影版。力石與葉子等部份角色的配音人選有所變更（採用演員）。
- 導演：福田陽一郎
- 製作：三協映画、富士映画、Herald Enterprise
- 發行：日本Herald

#### 配音
- 矢吹丈：青井輝彦
- 丹下段平：藤岡重慶
- 力石徹：細川俊之
- 白木葉子：檀二三
- 長毛象西：岸部四郎

#### 主題歌
- 主題歌：「美麗的狼群」（美しき狼たち）

作詞：たかたかし　作曲：鈴木邦彦　演唱：おぼたけし
- 插曲：「K・O」（ノック・アウト）

作詞：村上龍　作曲：喬山中　演唱：清水保男
- 插曲：「再見了，小丈」（グッバイ・ジョー）

作詞：梶原一騎　作曲：平尾昌晃　演唱：白冰冰(スザンナ・スー)

### 《明日之丈２》
1981年7月18日首映，為前作電影版的續篇，整體為TV版《明日之丈2》的重新剪輯。但終盤部份則是與TV版同步進行，而另行全新製作。
- 監製：梶原一騎
- 編劇·導演：出崎統
- 製作：三協映画、Herald Enterprise、富士映画、ちば企画
- 發行：Herald Enterprise

#### 配音
- 矢吹丈：青井輝彦 ／ 粵: 馮錦堂
- 丹下段平：藤岡重慶 ／ 粵: 源家祥
- 力石徹：細川俊之 ／ 粵: 李锦纶
- 白木葉子：檀二三 ／ 粵: 黃麗芳
- 長毛象西：岸部四郎
- 荷西・孟德薩：岡田真澄 ／ 粵: 林保全
- 卡洛斯・李維拉：喬山中

#### 主題歌
- 主題歌：「あしたのジョー2のテーマ〜明日への叫び〜」（作詞・作曲・歌：喬山中）
- 插曲：「青春の終章（ピリオド）〜JOE…FOREVER〜」（作詞・作曲・歌：喬山中）

#### 播放電視台
| 香港 翡翠台 星期日 03:30－04:30                                | 香港 翡翠台 星期日 03:30－04:30                  | 香港 翡翠台 星期日 03:30－04:30 |
| -------------------------------------------------------------- | ------------------------------------------------ | ------------------------------- |
|                                                                | 疾風鐵拳霸 （1996年11月17日－1997年4月27日）     |                                 |
| 搏擊之男 重播 （1996年6月16日－11月10日）                      | 妖都傳説 （1997年5月4日）                        |                                 |
| 香港 翡翠台 每日 02:35－03:00 · 8月24日起改為每日 02:35－03:30 |                                                  |                                 |
| —                                                              | 疾風鐵拳霸 重播 （1997年7月16日－1997年8月27日） | —                               |

## 真人電影

### 1970年版
1970年7月22日首映。

#### 主要演員
- 矢吹丈：石橋正次
- 丹下段平：辰巳柳太郎
- 力石徹：亀石征一郎
- 白木葉子：高樹蓉子
- 白木幹之介：見明凡太朗
- 長毛象西：山本正明
- 青山正：小松政夫

#### 主題歌
- 「明日的我」／石橋正次

#### 製作群
- 導演：長谷部安春
- 製作：望月利雄、守田康司
- 腳本：馬場當
- 企劃：高木豊、繪明哉
- 攝影：上田宗男
- 音樂：渡邊岳夫
- 美術：佐谷晃能
- 剪輯：鈴木晄
- 録音：片桐登司美
- スクリプター：浮石晴
- 燈光：森年男

### 2011年版

#### 主要演員
| 演員       | 角色       |
| 山下智久   | 矢吹丈     |
| 香川照之   | 丹下段平   |
| 伊勢谷友介 | 力石徹     |
| 香里奈     | 白木葉子   |
| 勝矢       | 長毛象西   |
| 津川雅彥   | 白木幹之介 |
|            | 青山正     |
| 畠山彩奈   | 小幸       |
| 虎牙光輝   | 野狼金串   |
| 杉本哲太   | 安藤洋司   |
| 倍賞美津子 | 花村麻里   |
| 中野裕斗   |            |
| 諸師岡     |            |
| 西田尚美   |            |

#### 製作群
- 導演：曾利文彥
- 編劇：篠崎繪里子
- 製作人：伊與田英德
- 原著：梶原一騎 （明日之丈）
- 配給：東寶

#### 主題曲
- 「Show Me Love(Not A Dream)」

演唱：宇多田光

## 明日之丈50週年計劃
2018年明日之丈50週年企劃，是高森朝雄和千葉徹彌的漫畫《明日之丈》為藍本的精神續作，森山洋導演，由TMS娛樂和3×Cube製作的原創電視動畫。標題取為《MEGALO BOX》。

## 外部連結
- 《明日之丈 火紅的燃燒著吧！》 Konami公司網站 （页面存档备份，存于） （日語）
- 《明日之丈 儘可能燃燒到雪白！》Konami公司網站 （页面存档备份，存于） （日語）